# Cyprian Lachnicki
Cyprian Lachnicki (ur. 1824 w Lachnowie na Grodzieńszczyźnie, zm. 27 grudnia 1906 w Warszawie) – dyrektor warszawskiej szkoły artystycznej zw. Klasą Rysunkową, dyrektor Muzeum Sztuk Pięknych w Warszawie (obecnie Muzeum Narodowe), kolekcjoner dzieł sztuki, artysta amator.

## Życiorys
Pochodził z rodziny ziemiańskiej (herbu własnego Lachnicki). Syn Ignacego Emanuela Lachnickiego (1793-1826). Młodość spędził w Petersburgu. Należał tam do Towarzystwa Popierania Sztuk Pięknych (od 1847), a od 1848 pracował w Ermitażu przy porządkowaniu i inwentaryzacji dzieł sztuki. Już wtedy zapoczątkował swoją działalność kolekcjonerską. Zbierał głównie malarstwo, rysunki oraz grafiki, zwłaszcza wielkich mistrzów XVI-XVII wieku (Albrechta Dürer, M. Raimondiego, H. Goltzius, Rembrandta), ryciny reprodukujące dzieła sztuki oraz grafikę pejzażową XIX wieku (R. A. van Haanen, Alexandre Calame, C. Grefe). Kolekcjonował także fotografię; w skład jego kolekcji wchodziły m.in. trzy zdjęcia pejzażowe Gustave'a Le Graya (w tym Wielka fala. Sète, 1857).
Lachnicki na dłużej związał się z Warszawą. W latach 1867–1904 kierował Klasą Rysunkową, jedyną ówcześnie działającą szkołą artystyczną w Warszawie, w której od 1872 malarstwa nauczał Wojciech Gerson. W latach 1876–1906 piastował stanowisko dyrektora Muzeum Sztuk Pięknych. W tym czasie przeprowadzał porządkowanie zbiorów, organizował wystawy oraz podejmował starania o wybudowanie nowej i przestronnej siedziby. Swoją kolekcję zapisał Muzeum w testamencie sporządzonym w 1902 r. pod warunkiem wybudowania nowego gmachu, który wzniesiono dopiero w okresie międzywojennym. Jego prace rysunkowe i obrazy były związane z odbytymi podróżami, głównie do Włoch, Szwajcarii, Francji, Grecji i Austrii. Prezentował swoje obrazy kilkakrotnie na wystawach organizowanych przez Towarzystwo Zachęty Sztuk Pięknych w Warszawie.